# Mapplethorpe (film)
Pour plus de détails, voir Fiche technique et Distribution.
Mapplethorpe est un film américain réalisé par Ondi Timoner, sorti en 2018.

## Synopsis
La vie du photographe Robert Mapplethorpe.

## Fiche technique
- Titre : Mapplethorpe
- Réalisation : Ondi Timoner
- Scénario : Ondi Timoner, Mikko Alanne et Bruce Goodrich
- Musique : Marcelo Zarvos (en)
- Photographie : Nancy Schreiber
- Montage : John David Allen, Lee Percy et Ondi Timoner
- Production : Richard J. Bosner, Eliza Dushku, Nate Dushku et Ondi Timoner
- Société de production : Boston Diva Productions, Interloper Films, Silver Lining Entertainment, You're Outta Control Pictures et Blue Creek Pictures
- Pays :  États-Unis
- Genre : Biopic et drame
- Durée : 102 minutes
- Dates de sortie : 
  -  États-Unis : 22 avril 2018 (festival du film de Tribeca), 1er mars 2019

## Distribution
- Matt Smith : Robert Mapplethorpe
- Marianne Rendón : Patti Smith
- John Benjamin Hickey : Sam Wagstaff
- Brandon Sklenar : Edward Mapplethorpe
- Tina Benko : Sandy Daley
- Mark Moses : Harry Mapplethorpe
- Carolyn McCormick : Joan Mapplethorpe
- Thomas Philip O'Neill : David Croland
- Mickey O'Hagan : Tina Summerlin
- Anthony Michael Lopez : Jack Fritscher
- McKinley Belcher III : Milton Moore
- Brian Stokes Mitchell : le père Stack
- Karlee Leilani Perez : Lisa Lyon
- Kerry Butler : Holly Solomon
- Hari Nef : Tinkerbelle
- John Bolton : Harold Jones
- Christina Rouner : Janet Kardon
- Gordon Tashjian : McNenny
- Ruisdael Cintron : Gonzalo
- Erick Huertas : Javier
- Rotimi Paul : Ken Moody
- Karan Oberoi : Emilio Acquavella
- Martin Axon : Martin Axon
- Glenn Kubota : Jeffrey Lew
- Jason Lopez : Tom Baril

## Accueil
Le film a reçu un accueil mitigé de la critique. Il obtient un score moyen de 44 % sur Metacritic.